# Sherlock Holmes: Consulting Detective
Sherlock Holmes: Consulting Detective est une série de jeux vidéo d'aventure développé et édité par ICOM Simulations entre 1991 et 1993. La série est basée sur Sherlock Holmes, le personnage de roman policier créé par Arthur Conan Doyle et est l'adaptation en jeu vidéo du jeu de plateau Sherlock Holmes détective conseil. Elle comprend trois volumes, tous commercialisés au format CD-ROM et implémentant chacun jusqu'à une heure trente de séquences cinématographiques. Le jeu est en anglais et n'a pas connu de traduction française.

## Système de jeu
Le joueur incarne le détective Sherlock Holmes, accompagné du Docteur Watson, au Royaume-Uni de l'époque victorienne. Chaque volume propose trois affaires différentes sur lesquelles enquêter.
L'enquête policière consiste à rechercher des indices en lisant des gazettes et en s'entretenant avec divers protagonistes liés à l'affaire (inspecteur, médecin légiste, témoins, etc). Les entretiens donnent lieu à des séquences filmées digitalisées accompagnés de dialogues sonores synchronisés. L'interactivité est réduite et le joueur doit surtout faire appel à son sens de l'observation et de la déduction en prenant bonne note des informations fournies. Au début de chacune de ces enquêtes, le joueur assiste à une cinématique où Holmes et le Dr Watson rencontrent leur client, exposant ainsi les principaux éléments de l'enquête. Après cela, Holmes doit essayer de trouver le maximum d'indices concernant l'enquête dans un temps limité. Quand le joueur pense avoir découvert la vérité, il doit se rendre à un tribunal pour plaider ses conclusions face à un juge, et devra répondre correctement aux questions, sous peine de perdre la partie.

## Les enquêtes

### Volume I
- The Mummy's Curse

Trois hommes sont retrouvés sauvagement assassinés par ce qui semble alors être une momie.
- The Tin Soldiers

Une femme a été condamnée pour un meurtre qu'elle n'a peut-être pas commis.
- The Mystified Murderess

Un ancien militaire au passé trouble est retrouvé mort.

### Volume II
- The Two Lions

Sherlock Holmes doit enquêter sur la mort d'un lion de cirque.
- The Pilfered Paintings

Une affaire de vol de tableau à la National Gallery.
- The Murdered Munitions Magnate

Le riche patron d'une industrie a été assassiné.

### Volume III
- The Solicitous Solicitor

Un certain Melvin Tuttle, avocat de profession est mort d'une attaque cardiaque mystérieusement.
- The Banker's Final Debt

Oswald Mason est retrouvé assassiné dans sa propre demeure. Scotland Yard pense que ce meurtre est arrivé à cause d'un cambriolage qui aurait mal tourné : Mason aurait pris en flagrant délit le voleur qui n'aurait pas apprécié d'être perturbé. Le grand détective londonien voit l'affaire sous un autre angle.
- The Thames Murders

Cinq corps sans vie ont été retrouvés sur les bords de la Tamise.

## Équipe de développement
- Programmation : Fred Allen
- Programmation graphismes et 3D, bibliothèques, utilitaires : Michael Manning
- Graphismes, artwork : Katherine Tootelian
- Directeur de jeu et producteur : Ken Tarolla
- Scénario, dialogues : Laurie Rose Bauman, Annie Fox

## Accueil
À sa sortie, la série Sherlock Holmes: Consulting Detective a su conquérir l'admiration du public par ses nombreuses séquences filmées et son support CD-ROM encore peu exploité au début des années 1990. En 1997, Alexis Barquin, de la Société Sherlock Holmes de France, écrit : « En 1991, Minscape a sorti le premier volet d'une trilogie époustouflante : Sherlock Holmes: Consulting Detective. Le réalisme est poussé au maximum car tout le jeu est constitué de séquences vidéo spécialement conçues pour l'occasion par de véritables scénaristes et acteurs professionnels ». Il est néanmoins souvent relevé dès la sortie du premier jeu que l'accent américain des acteurs est un point négatif pour un jeu vidéo se déroulant théoriquement au Royaume-Uni, à une époque où le phrasé était nettement différent du phrasé américain actuel.
| Sherlock Holmes: Consulting Detective |      |       |
| Média                                 | Nat. | Notes |
| Consoles +                            | FR   | 86 %  |
| CU Amiga                              | US   | 91 %  |
| Dragon Magazine                       | US   | 5/5   |
| Joypad                                | FR   | 76 %  |
| Tilt                                  | FR   | 17/20 |

La série s'essouffle rapidement avec les volumes II et III. Alexis Barquin commente au sujet du second volume « à vrai dire, les enquêtes ne présentent pas une grande difficulté pour Sherlock Holmes, mais suffisamment pour les petits détectives amateurs que nous sommes », puis au sujet du troisième volume : « ce n'est rien d'autre qu'un SH: CD II nouvelle sauce avec une amélioration du côté des graphismes ».
Par la suite, cette série a très mal vieilli. En 2012, dans l'émission Game in Ciné du site Allociné, la commentatrice évoque la série Sherlock Holmes: Consulting Detective en ces termes : « Dans les années 1990, le détective cède à la mode bien kitch des jeux d'aventure en full motion video. [...] La plupart du temps, [les acteurs sont] mauvais comme des cochons ».

## À noter
- Les deux premiers volumes sont sortis au Japon sur PC Engine, sous le titre Sherlock Holmes no Tantei Kōza (シャーロック・ホームズの探偵講座?).
- Une compilation regroupant les trois volumes est sorti sur DOS en 1993. La série a été rééditée au format DVD vidéo (pour lecteur DVD standard) en 1999.